# آندره‌آ کینگ
آندره‌آ کینگ (انگلیسی: Andrea King; ۱ فوریهٔ ۱۹۱۹ – ۲۲ آوریل ۲۰۰۳) بازیگر سینما، بازیگر تئاتر، و بازیگر تلویزیون اهل ایالات متحده آمریکا بود.
از فیلم‌ها یا برنامه‌های تلویزیونی که وی در آن نقش داشته‌است می‌توان به آقای اسکفینگتون، سوار اسب صورتی، و هتل برلین اشاره کرد.